# Peter Müller
Peter Müller (n. 6 octombrie 1957, Adliswil, cantonul Zürich, Elveția) este un schior alpin ce a reprezentat Elveția, medaliat olimpic. A participat la 2 ediții ale Jocurilor Olimpice (1984, 1988) în care a câștigat două medalii de argint.